# Comatomenopon
Comatomenopon är ett släkte av insekter som beskrevs av Tohru Uchida 1920. Comatomenopon ingår i familjen spolätare.